# Robertsville (Nueva Jersey)
Robertsville es un lugar designado por el censo ubicado en el condado de Monmouth en el estado estadounidense de Nueva Jersey. En el año 2010 tenía una población de 11,297 habitantes.

## Geografía
Robertsville se encuentra ubicado en las coordenadas 40°20′41.55″N 74°17′29.57″O / 40.3448750, -74.2915472.